# Maneaba

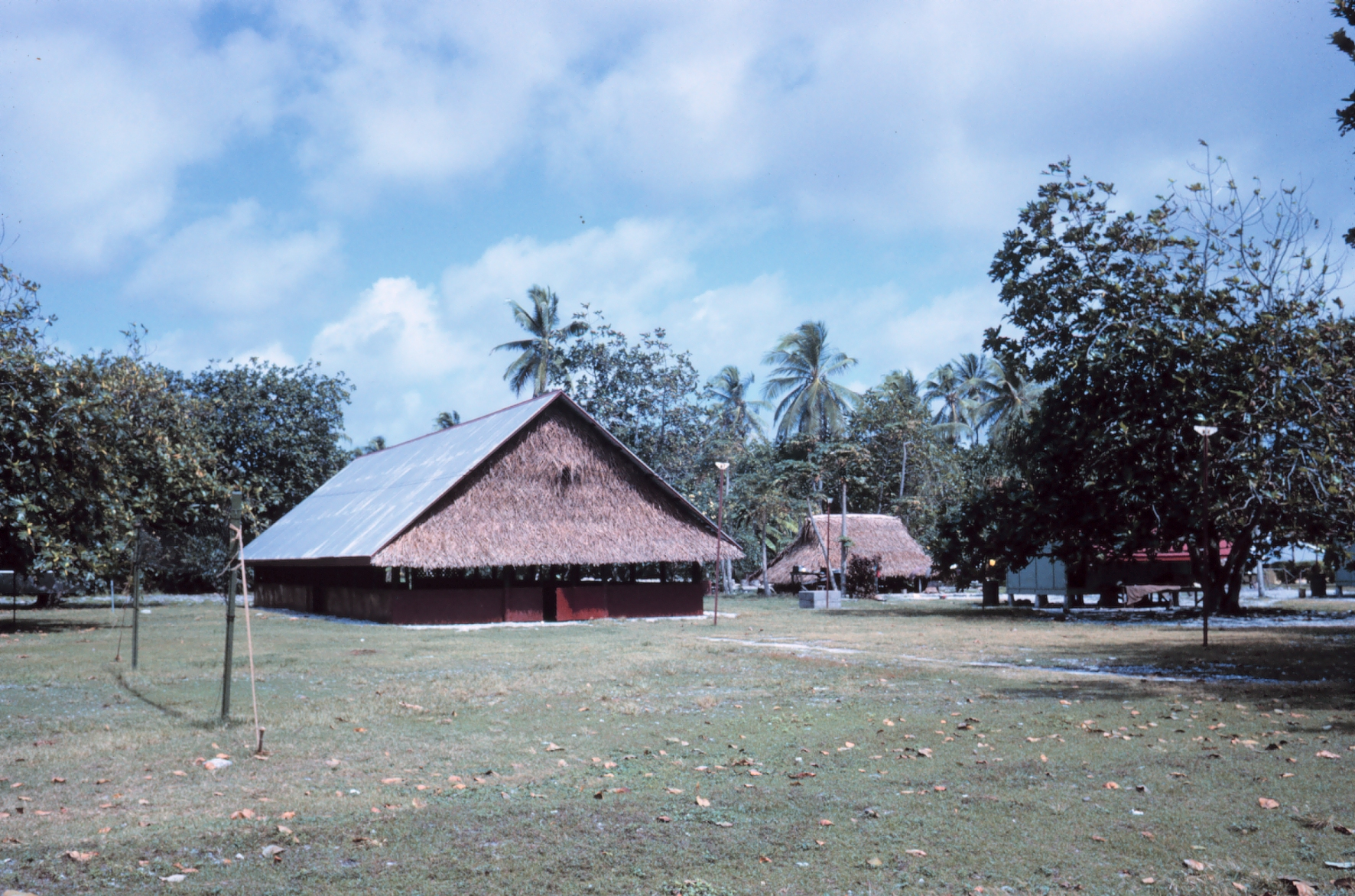
Das Maneaba einer Sippe auf Teraina (Washington Island)

Maneaba bzw. Mwaneaba (neuere Schreibung) ist die Bezeichnung für ein traditionelles Versammlungshaus im pazifischen Inselstaat Kiribati, meist mit sakraler und weltlicher Funktion. Es wird als das gemeinsame Haus der Gemeinde verstanden. Mitunter gibt es auf einer Insel oder einem Dorf auch mehrere dieser Häuser für die unterschiedlichen Sippen, den kaainga. Neben der Aufgabe als Versammlungsort, um wichtige gemeinsame Entscheidungen für die Gemeinde zu treffen, ist es immer auch Begegnungs- und Festzentrum, z. B. für Tanz- und Gesangsvorstellungen. Außerdem hat es eine Schutz- und Asylfunktion, wird als Lagerhaus verwendet und bietet Übernachtungsplatz für Gäste. Es ist in der Regel rechteckig, an den Seiten offen und geschützt durch ein großes Giebeldach.
Die größten maneabas hatten eine Länge von 60 Metern und eine Höhe von 12 Metern (Butaritari und Makin), während heutige eher eine Länge von etwa 25 Metern und eine Breite von etwa 14 Metern mit einer vergröberten Bauweise haben. Sie werden vollständig ohne Nägel und Schrauben hergestellt und nur mit Kokosschnüren zusammengehalten. Die Konstruktion wird durch Stützpfosten getragen, je nach Örtlichkeit auch von Blöcken aus Korallenkalksteinen. Sie liegen im Allgemeinen auf der westlichen Lagunenseite, da die Ostseiten der Inseln den Geister-Häusern und der Ahnenverehrung vorbehalten waren.
Jedes maneaba hat einen eigenen Namen; sie stehen in engem Zusammenhang mit der Mythologie und der Besiedlungsgeschichte der Gilbertesen. Sie lassen sich nach der Herkunft in drei Stile unterscheiden: Tabontebike auf Beru und ursprünglich samoanisch, Tabiro auf Beru sowie Maungatabu, hauptsächlich in Verbindung mit den Inseln Nikunau und Onotoa. Während auf den nördlichen Inseln des Archipels ein Häuptlingstum vorherrschte, die maneabas vorwiegend den Häuptlingen und den Kriegern vorbehalten waren, wurden die zentralen und südlichen Gilbertinseln von jeher durch einen Rat der Alten Männer, den unimane geleitet, den Oberhäuptern der verschiedenen Sippen. Diese spiegeln sich in einer strengen Sitzordnung innerhalb des maneaba wider, dem boti-System, bei der jede Sippe einen bestimmten Platz innehat, der auch den Status bestimmt.
Das Museum Te Umanibong in Bikenibeu zeigt eines dieser traditionellen maneaba.

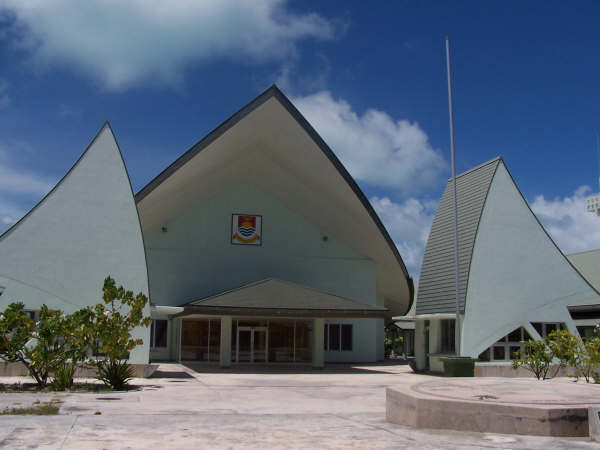
Moderner Neubau im historischen Stil: Das Parlamentsgebäude Maneaba ni Maungatabu in Ambo

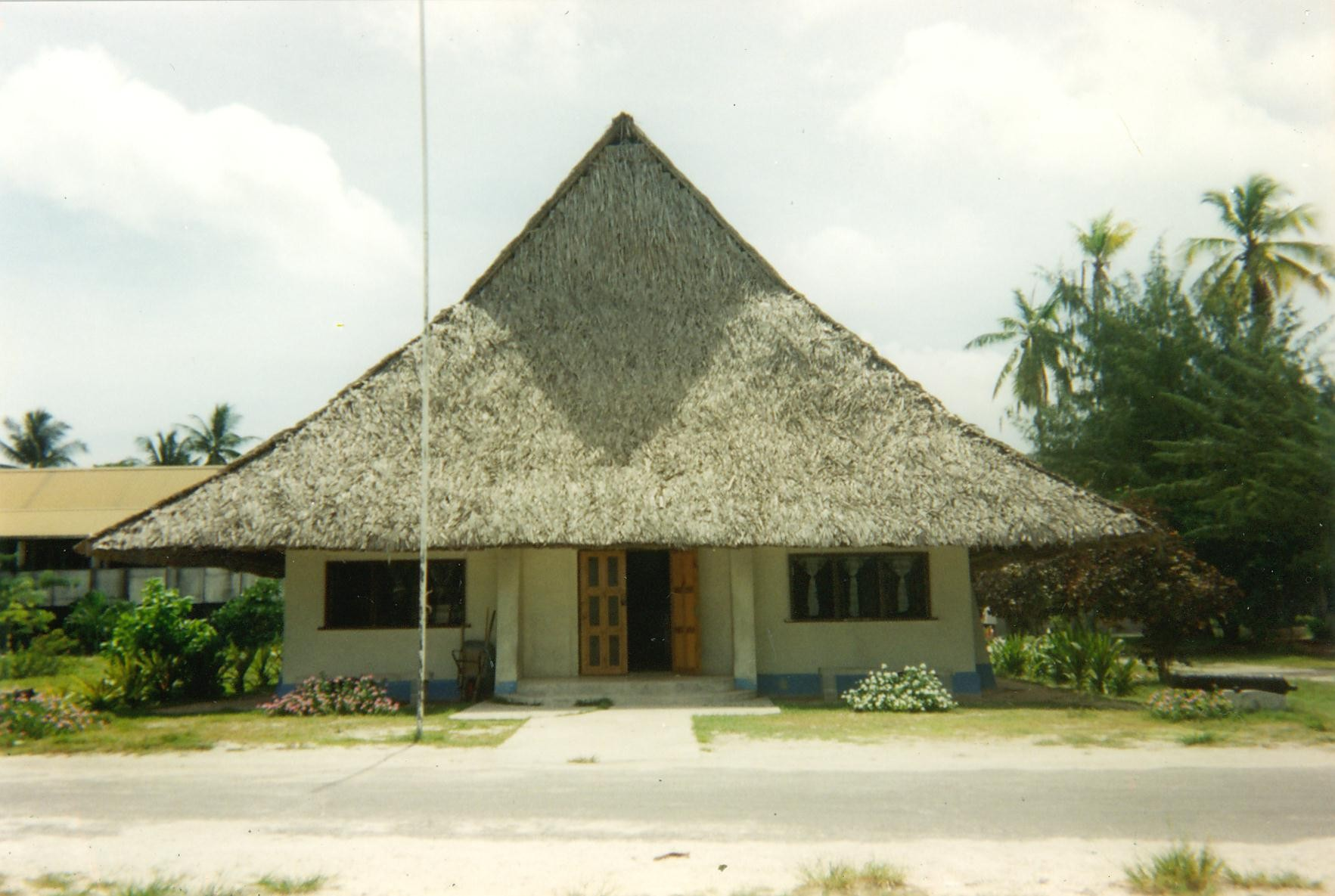
Das ehemalige Parlamentsgebäude in Bairiki

Das Wort ist auch ein Allgemeinbegriff für die verschiedenen Bauten, in denen sich Menschen versammeln. Das Parlament von Kiribati heißt Maneaba ni Maungatabu (deutsch: Versammlungshaus für die Vollversammlung), Kirchen werden auch als Maneaba te Atua (Haus Gottes) benannt.